# Siganus puellus
Siganus puellus là một loài cá biển thuộc chi Cá dìa trong họ Cá dìa. Loài cá này được mô tả lần đầu tiên vào năm 1852.

## Từ nguyên
Từ puellus trong danh pháp của loài cá này theo tiếng Latinh có nghĩa là "đứa bé trai", không rõ ám chỉ điều gì ở chúng.

## Phạm vi phân bố và môi trường sống
S. puellus có phạm vi phân bố rộng rãi ở Tây Thái Bình Dương và thưa thớt ở Đông Ấn Độ Dương. Loài cá này được tìm thấy từ quần đảo Cocos (Keeling) và các rạn san hô ngoài khơi Tây Úc, băng qua vùng biển của các đảo phía đông quần đảo Mã Lai đến vùng biển bao quanh một số quốc đảo thuộc châu Đại Dương ở phía đông (xa nhất là đến Tonga); phía bắc trải dài đến đảo Đài Loan và cực nam quần đảo Ryukyu (Nhật Bản); phía nam giới hạn đến rạn san hô Great Barrier và New Caledonia.
S. puellus sống gần các rạn san hô ở độ sâu khoảng 30 m trở lại.

## Mô tả

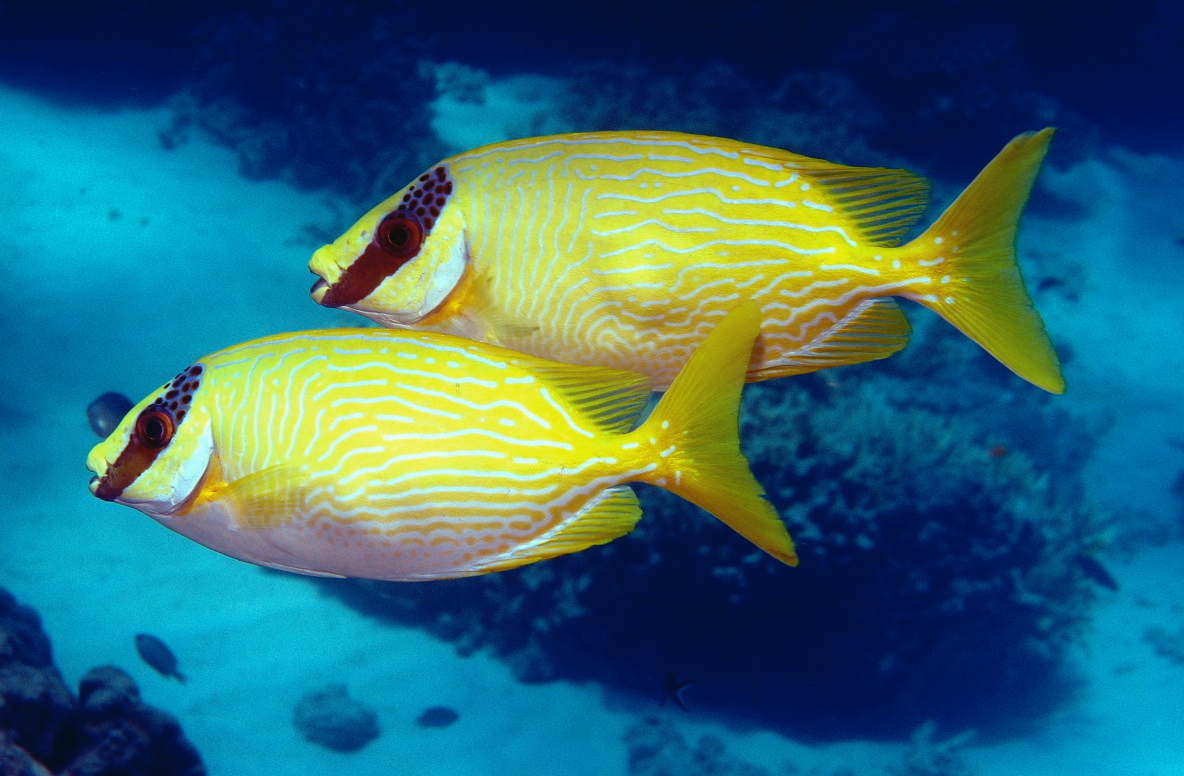
Một cặp S. puellus

Chiều dài cơ thể tối đa được ghi nhận ở S. puellus là 38 cm, nhưng thường được quan sát với kích thước phổ biến là 25 cm. Cơ thể có màu vàng đến vàng cam, nhạt dần sang màu trắng bạc ở thân dưới và bụng. Thân có những vân gợn sóng màu xanh lam; các vân trải theo chiều dọc ở sau nắp mang và vây ngực, còn lại đều nằm ngang theo chiều dài cơ thể. Cá trưởng thành có nhiều đốm vàng bên dưới bụng. Đầu có dải sọc chéo màu đen, từ cằm băng qua mắt đến gáy; nhiều đốm đen ở trên mắt nằm trong dải này. Vây bụng màu bạc; gai và tia của tất cả các vây khác màu vàng hoặc màu vàng cam; màng của các vây gai có màu vàng, của các vây mềm có màu vàng nhạt. Mống mắt màu nâu. S. puellus khác với Siganus corallinus ở chỗ, thân của nó có các vân sọc thay vì đốm tròn như S. corallinus.
Số gai ở vây lưng: 13; Số tia vây ở vây lưng: 10; Số gai ở vây hậu môn: 7; Số tia vây ở vây hậu môn: 9; Số tia vây ở vây ngực: 15 - 17; Số gai ở vây bụng: 1; Số tia vây ở vây bụng: 5.

## Sinh thái học

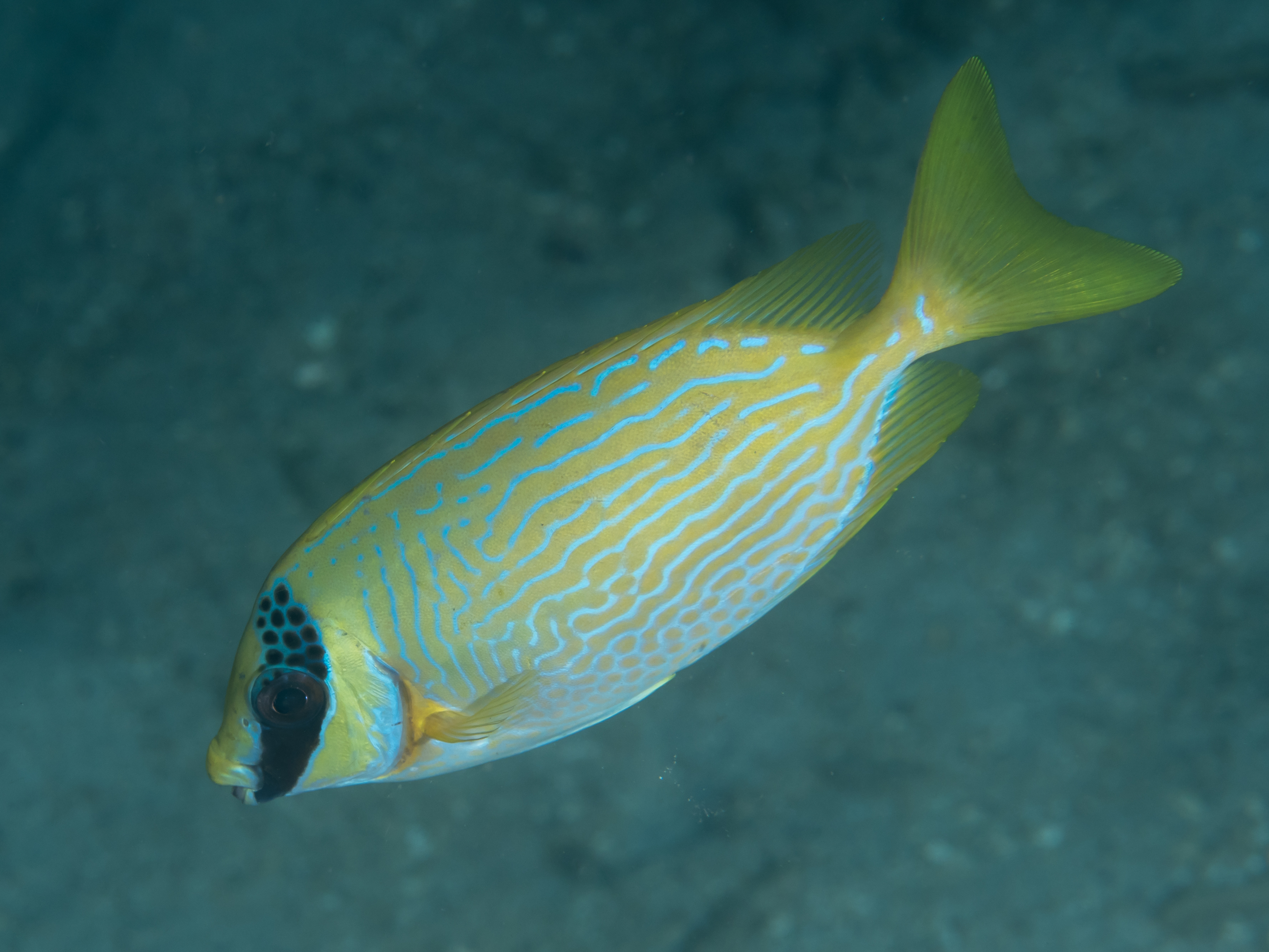
Một cá thể S. puellus

Cá con và cá đang phát triển sống thành đàn lớn, sống ở những vùng nước nông. Khi đạt đến kích thước ~7 cm, chúng sẽ bắt cặp với nhau và bơi ra vùng nước sâu hơn. Thức ăn chủ yếu của S. puellus là các loại rong tảo. Chúng thường lẫn vào đàn của S. corallinus, Siganus doliatus, Siganus spinus và những loài cá mó khác.